# Фишер Ајланд (Флорида)
Фишер Ајланд (енгл. Fisher Island) насељено је место без административног статуса у америчкој савезној држави Флорида.

## Демографија
По попису из 2010. године број становника је 132, што је 335 (-71,7%) становника мање него 2000. године.
| Група             | 2000.       | 2010.       |
| Белци             | 364 (77,9%) | 102 (77,3%) |
| Афроамериканци    | 15 (3,2%)   | 3 (2,3%)    |
| Азијати           | 10 (2,1%)   | 6 (4,5%)    |
| Хиспаноамериканци | 69 (14,8%)  | 20 (15,2%)  |
| Укупно            | 467         | 132         |